# مورتال کامبت
مورتال کامبت یا نبرد مرگبار (به انگلیسی: Mortal Kombat) عنوان یک فرنچایز چندرسانه‌ای آمریکایی است که بر روی مجموعه‌ای از بازی‌های ویدئویی متمرکز شده‌است که در ابتدا توسط میدوی گیمز در سال ۱۹۹۲ توسعه یافت. توسعه اولین بازی در ابتدا بر اساس ایده‌ای بود که اد بون و جان توبایاس برای ساخت یک بازی ویدئویی با بازی ژان-کلود ون دام داشتند، اما با شکست این ایده، به جای آن یک بازی مبارزه‌ای با مضمون فانتزی ایجاد شد؛ درعوض توسعه‌دهندگان با شخصیت جانی کیج به او ادای احترام کردند، یک ستارهٔ خیالی فیلم که سبک شخصی‌اش شبیه به ون دام است. مورتال کمبات اولین بازی مبارزه‌ای بود که یک جنگنده مخفی را معرفی کرد، که اگر بازیکن مجموعه‌ای از الزامات را برآورده کند، به دست می‌آید.
بازی اصلی دنباله‌ها و اسپین‌آف‌های زیادی را شامل می‌شود که شامل چندین بازی اکشن-ماجراجویی است، و همچنین یک سری کتاب کمیک و یک بازی کارتی. تهیه‌کننده فیلم لارنس کاسانوف مجوز بازی را در اوایل دهه ۱۹۹۰ دریافت کرد و اولین فیلم این فرنچایز را تولید کرد. کاسانوف همچنین دومین فیلم، مجموعه‌های پویانمایی تلویزیونی، مجموعه فیلم‌های لایو اکشن تلویزیونی، اولین آلبوم با یک میلیون فروش پلاتینیوم و یک تور لایو اکشن را تولید کرد. مورتال کمبات تبدیل به پرفروش‌ترین فرنچایز بازی مبارزه‌ای در سراسر جهان و یکی از پرفروش‌ترین فرنچایزهای چندرسانه‌ای در تمام دوران شده‌است.
این مجموعه به دلیل سطوح بالای خشونت گرافیکی شهرت دارد، ازجمله مهم‌ترین آن‌ها، فتالیتی‌های آن (حرکات خاتمه که به بازیکن اجازه می‌دهد حریف شکست‌خورده خود را به پایان برساند). جنجال‌های پیرامون مورتال کامبت، تا حدی منجر به ایجاد سیستم رتبه‌بندی بازی‌های ویدئویی ای‌اس‌آربی شد. بازی‌های اولیه این مجموعه نیز به دلیل اسپریت‌های دیجیتالی واقع‌بینانه و استفاده گسترده از مبادلهٔ پالت برای ایجاد شخصیت‌های جدید مورد توجه قرار گرفت. به دنبال ورشکستگی میدوی، تیم توسعهٔ مورتال کامبت توسط برادران وارنر خریداری شد و به عنوان ندررلم استودیوز تأسیس شد.

## خلاصهٔ داستان
این مجموعه در یک دنیای تخیلی متشکل از هجده قلمرو بازمانده اتفاق می‌افتد که طبق داستان‌های درون بازی، توسط خدایان باستانی ایجاد شده‌اند. دفترچه راهنمای مورتال کامبت: نیرنگ شش قلمرو را چنین توصیف کرد: «قلمرو زمین، خانهٔ قهرمانان افسانه‌ای مانند لیو کانگ، کونگ لائو، کابال، سونیا بلید، جانی کیج و جکس بریگس و همچنین تحت حمایت خدای رعد ریدن؛ قلمرو زیرین، قلمرویی که اعماق آتشین آن با همه نامهربان است مگر پست‌ترین‌ها، قلمرو شیاطین و جنگجویان سایه مانند کوان چی و نوب سایبات؛ قلمرو بیرون، قلمرو درگیری‌های مداوم که امپراتور شائو کان ادعا می‌کند متعلق به اوست؛ قلمرو نظم، سیدو، که ساکنان آن بیش از هر چیز به ساختار و نظم خود اهمیت می‌دهند؛ قلمرو هرج‌ومرج، که ساکنان آن از هیچ قانونی پیروی نمی‌کنند، و در آنجا آشفتگی و تغییر مداوم مورد ستایش قرار می‌گیرد؛ و ادنیا، که به دلیل زیبایی، جلوه هنری و طول عمر ساکنانش مشهور است». خدایان باستانی حکم کردند که ساکنان یک قلمرو تنها می‌توانند با شکست دادن بزرگ‌ترین رزمندگان قلمرو مدافع در ده دورهٔ متوالی مسابقات مورتال کامبت، قلمرو دیگری را فتح کنند.
اولین بازی مورتال کامبت در قلمرو زمین (زمین) برگزار می‌شود که در آن هفت جنگجوی مختلف با دلایل خاص خود برای ورود در مسابقات شرکت کردند و جایزهٔ آن ادامه آزادی قلمرو در معرض تهدید تصرفشان توسط قلمرو بیرون است. از جمله جنگاوران برجسته، لیو کانگ، جانی کیج و سونیا بلید بودند. با کمک خدای رعد ریدن، جنگاوران قلمرو زمین پیروز شدند و لیو کانگ قهرمان جدید مورتال کامبت شد. در مورتال کامبت ۲، امپراتور قلمرو بیرون شائو کان که قادر به تحمل شکست جانشین خود شنگ سونگ نیست، جنگجویان قلمرو زمین را به قلمرو بیرون می‌کشاند، جایی که لیو کانگ در نهایت شائو کان را شکست می‌دهد. در زمان مورتال کامبت ۳، شائو کان ادنیا را با امپراتوری خود ادغام کرد و ملکه سابق آن سیندل را در قلمرو زمین زنده کرد، و آن را با قلمرو بیرون نیز ترکیب کرد. او سعی می‌کند به قلمرو زمین حمله کند، اما در نهایت یک بار دیگر توسط لیو کانگ شکست می‌خورد. پس از شکست کان، ادنیا از چنگال او رها شد و به قلمرو صلح‌آمیزی، تحت کنترل شاهدخت کیتانا بازگشت. بازی بعدی، مورتال کامبت ۴، شامل خدای باستانی سقوط کرده شیناک در تلاش برای تسخیر قلمروها و کشتن ریدن می‌شود. با این حال، او نیز از لیو کانگ شکست می‌خورد.
در مورتال کامبت: اتحاد مرگبار، جادوگران شیطانی کوان چی و شنگ سونگ برای تسخیر قلمروها با هم متحد می‌شوند. در مورتال کامبت: نیرنگ، پس از چندین مبارزه، جادوگران در حالی که بسیاری از جنگجویان قلمرو زمین را کشتند پیروز می‌شوند؛ تا اینکه ریدن برای مقابله با آن‌ها قدم برمی‌دارد. پادشاه اژدها اوناگا، که توسط رپتایل جنگجو در پایان مورتال کامبت: اتحاد مرگبار آزاد شده بود، شوجینکو را فریب داده بود تا شش قطعه کامیدوگو، منبع قدرت اوناگا را جستجو کند. اوناگا برای به دست آوردن طلسم کوان چی، آخرین قطعه قدرت خود، با اتحاد ریدن، شنگ سونگ و کوان چی روبرو شد. تنها چند جنگجو برای مبارزه با پادشاه اژدها و نیروهایش باقی ماند. شوجینکو سرانجام بر اوناگا پیروز شد و تهدید او را از قلمروها حذف کرد.
در مورتال کامبت: آرماگدون، فاجعهٔ اصلی آغاز می‌شود. قرن‌ها قبل از اولین مورتال کامبت، ملکه دلیا پیشگویی کرد که قلمروها نابود خواهند شد زیرا قدرت همهٔ جنگاوران قلمروها به حدی می‌رسد که قلمروها را تحت الشعاع قرار داده و بی‌ثبات می‌کند و باعث ایجاد زنجیره‌ای مخرب از حوادث می‌شود. پادشاه آرگوس پسران خود، تاون و دائگون را در خواب نهفتگی قرار داد و بنابر این روزی می‌توان آن‌ها را بیدار کرد تا با شکستن دادن یک آتشزنه معروف به بلیز، قلمروها را از آرماگدون نجات دهند. با این حال، در نهایت، این شائو کان است که بلیز را شکست می‌دهد و باعث آرماگدون می‌شود.
همگذری مورتال کامبت در برابر دنیای دی‌سی این تداوم را با دیگر بازی‌ها به اشتراک نمی‌گذارد. پس از اینکه شکست همزمان شائو کان و جنگ سالار بیگانه دارک‌ساید در دنیای دی‌سی باعث می‌شود که هر دو شرور با موجودیت «دارک کان» ادغام شوند، دنیاهای مورتال کامبت و دی‌سی شروع به ادغام می‌کنند. این امر جنگاوران و قهرمانان را پس از حملات خشم غیرقابل کنترل درگیر می‌کند. قهرمانان و اشرار هر دو جهان بارها و بارها با یکدیگر نبرد می‌کنند و یکدیگر را مسئول فاجعه می‌دانند تا اینکه تنها ریدن و سوپرمن باقی می‌مانند. این دو با دارک کان روبرو می‌شوند و برای شکست دشمن مشترک خود با هم متحد می‌شوند. پس از شکست دارک کان، دو قلمرو خنثی می‌شوند و شائو کان و دارک‌ساید در جهان یکدیگر گرفتار می‌شوند تا با زندان ابدی روبرو شوند.
در بازراه‌اندازی سال ۲۰۱۱ مورتال کامبت، نبرد آرماگدون تنها با دو بازمانده به اوج رسید: شائو کان و ریدن. در آستانهٔ مرگ بدست اولی، دومی در آخرین تلاش برای جلوگیری از این نتیجه الهاماتی را برای خود گذشته‌اش ارسال کرد. پس از دریافت الهامات، ریدن گذشته سعی می‌کند جدول زمانی را برای جلوگیری از آرماگدون در دهمین دورهٔ مسابقات مورتال کامبت تغییر دهد. در حالی که او موفق می‌شود با کمک خدایان باستانی از پیروزی شائو کان جلوگیری کند، مجبور می‌شود لیو کانگ را در دفاع از خود بکشد و اکثر متحدان خود را به ملکه سیندل می‌بازد؛ و قلمرو زمین را آسیب‌پذیر در برابر دسیسه‌های شیناک و کوان چی رها می‌کند.
مورتال کامبت اکس می‌بیند که شیناک و کوان چی نقشه خود را اجرا می‌کنند، و رهبری ارتشی از بازماندگان مردهٔ کسانی را که در حمله شائو کان به قلمرو زمین کشته شده‌اند را بر عهده دارند. تیمی از جنگجویان به رهبری ریدن، جانی کیج، کنشی تاکاهاشی و سونیا بلید با آنها مقابله می‌کنند و در نبرد بعدی، شیناک در داخل طلسم خود زندانی می‌شود و جنگاوران مختلف زنده می‌شوند و از کنترل او رها می‌شوند، اگرچه کوان چی فرار می‌کند. بیست و پنج سال بعد، جادوگر در کنار دورا حشره‌ای ظاهر می‌شود تا بازگشت شیناک را تسهیل کند. اسکورپیون انتقام‌جو کوان چی را می‌کشد، اما نمی‌تواند مانع آزادی شیناک شود. برای مبارزه با او، کسی کیج تیمی را متشکل از نسل بعدی قهرمانان قلمرو زمین هدایت می‌کند تا او را شکست دهند. با شکست شیناک و کوان چی، بازماندگان لیو کانگ و کیتانا کنترل قلمرو زمین را بر عهده می‌گیرند در حالی که ریدن به طلسم شیناک ضربه می‌زند.
مورتال کامبت ۱۱ معمار زمان و مادر شیناک، کرونیکا را می‌بیند که در تلاش است تا جدول زمانی را پس از شکست پسرش و دستکاری ریدن در کار خود دوباره راه اندازی کند. با این کار، او نسخه‌های قبلی قهرمانان قلمرو را به زمان حال می‌آورد و خود را با برخی هماهنگ می‌کند در حالی که بقیه برای شکست او تلاش می‌کنند. پس از نزدیک شدن به کشتن لیو کانگ برای بار دوم، ریدن متوجه می‌شود که کرونیکا آن‌ها را به جنگیدن در چندین بازه زمانی به دلیل ترس از قدرت ترکیبی آن‌ها فریب داده‌است. علیرغم دخالت‌ها و حملات نیروهایش، ریدن قدرتش را به لیو کانگ می‌دهد و او را به خدای آتش و رعد تبدیل می‌کند تا بتواند کرونیکا را شکست دهد و تاریخ را از نو شروع کند.
در بسته الحاقی MK11، پس از آن، شنگ سونگ با توجه به اینکه تاج شکستهٔ کرونیکا برای موفقیت در تنظیم مجدد بزرگ باید بازسازی شود، مداخله می‌کند. در پایان بازیکن می‌تواند سرنوشت نهایی شما را در تصمیم‌گیری پیروزی سونگ یا خدای آتش انتخاب کند.

## شخصیت‌ها

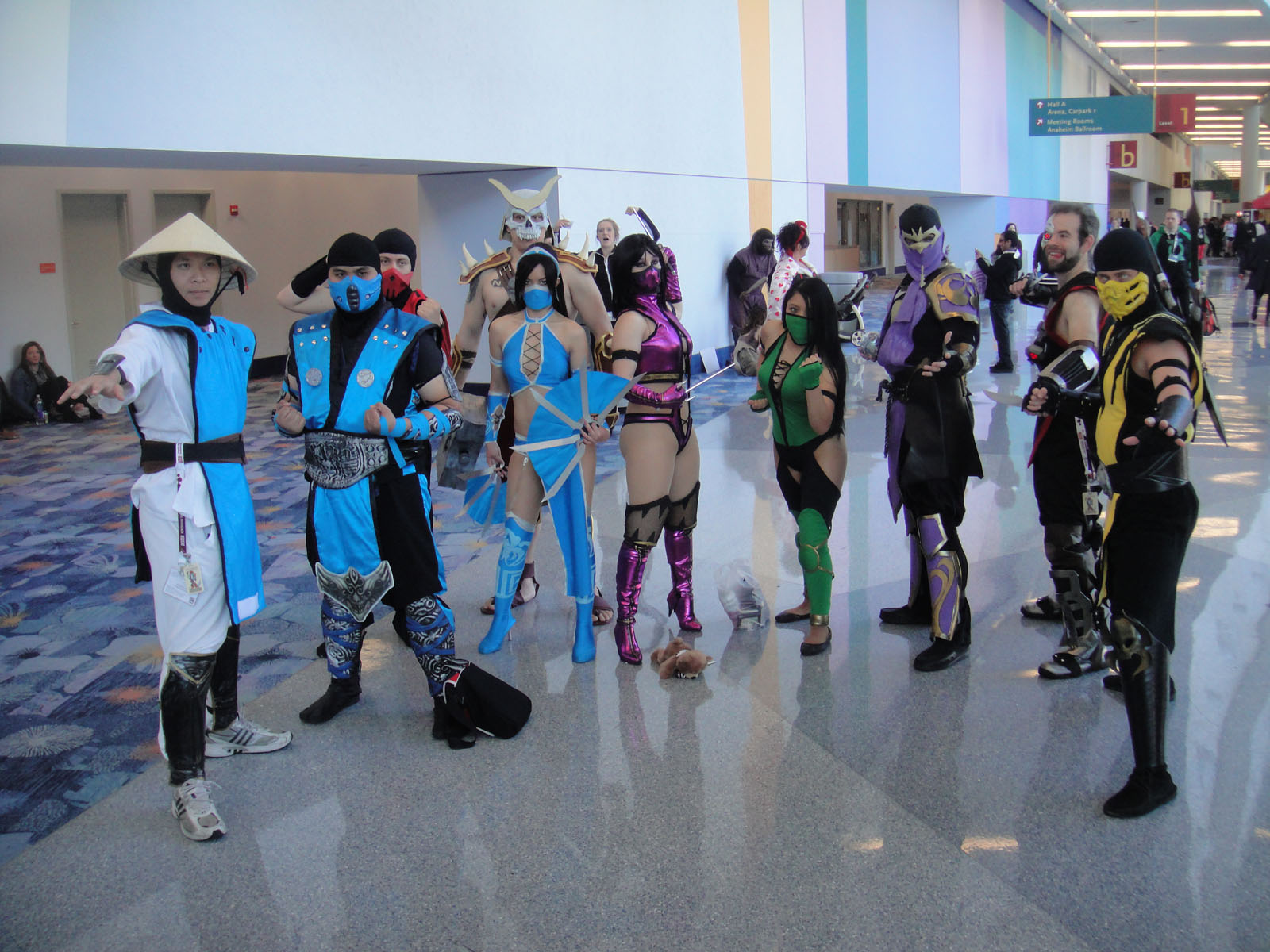
ساب زیرو، ریدن، اسکورپیون، کیتانا، شائو کان، کینو، و چند شخصیت دیگر مورتال کامبت

این مجموعه از طریق تکرارهای خود، تعداد زیادی از شخصیت‌های بازیکن را نشان داده‌است، که برخی از آن‌ها به ستون اصلی این مجموعه تبدیل شده‌اند، مانند باراکا، کسی کیج، سایرکس، ارمک، فوجین، گورو، جید، جکس، جانی کیج، کابال، کینو، کنشی، کینتارو، کیتانا، کونگ لائو، لیو کانگ، میلینا، موتارو، نایت‌ولف، نوب سایبات، کوان چی، ریدن، رین، رپتایل، اسکورپیون، سکتور، شنگ سونگ، شائو کان، شیوا، شیناک، سیندل، اسکارلت، اسموک، سونیا بلید، استرایکر، ساب-زیرو و تانیا. در میان آن‌ها انسان‌ها و سایبورگ‌های زمین، خدایان خیر و شر، و ساکنان قلمرو بیرون و دیگر قلمروها هستند.
علاوه بر این، پس از بازی مورتال کامبت علیه دنیای دی‌سی، که چندین قهرمان و شرور دنیای دی‌سی را شامل می‌شد، همهٔ بازی‌های بعدی شامل شخصیت‌های مهمان است، مانند فردی کروگر از فرنچایز کابوس در خیابان الم، کریتوس از فرنچایز خدای جنگ (به‌طور انحصاری برای پلی استیشن ۳)، جیسون ورهیز از فرنچایز جمعه سیزدهم، بیگانه از فرنچایز بیگانه، صورت‌چرمی از فرنچایز کشتار با اره‌برقی در تگزاس، غارتگر از فرنچایز غارتگر، نابودگر از فرنچایز نابودگر، پلیس آهنی از RoboCop franchise، اسپاون از ایمیج کامیکس، جان رمبو از فرنچایز رمبو و جوکر از دی‌سی کامیکس، که قبلاً در بازی مورتال کامبت علیه دنیای دی‌سی حضور داشت.

## بازی‌ها[۱]
| عنوان                            | انتشار | سکوهای اصلی                                              | پورت‌ها                                         | یادداشت‌ها |
| -------------------------------- | ------ | -------------------------------------------------------- | ---------------------------------------------- | --- |
| مورتال کامبت                     | ۱۹۹۲   | آرکید                                                    | مختلف                                          | بازی اصلی و اولیه مورتال کامبت. |
| مورتال کامبت ۲                   | ۱۹۹۳   | آرکید                                                    | مختلف                                          | دومین بازی اصلی و دنبالهٔ مورتال کامبت. |
| مورتال کامبت ۳                   | ۱۹۹۵   | آرکید                                                    | مختلف                                          | سومین بازی اصلی و دنبالهٔ مورتال کامبت ۲. |
| آلتیمت مورتال کامبت ۳            | ۱۹۹۵   | آرکید                                                    | مختلف                                          | نسخهٔ به‌روزرسانی شده مورتال کامبت ۳. |
| مورتال کامبت: تریلوژی            | ۱۹۹۶   | پی‌اِس‌وان، ان۶۴                                            | ساترن، ویندوز، Game.com، R-Zone                | A game based on the MK3 engine, incorporating all the characters in the series up to that point. |
| اسطوره‌های مورتال کامبت: ساب-زیرو | ۱۹۹۷   | پی‌اِس‌وان، ان۶۴                                            | —                                              | اولین عنوان از سه بازی اسپین‌آف. یک بازی اکشن-ماجراجویی با حضور ساب زیرو. پیش‌درآمد اولین نسخهٔ مورتال کامبت.                                                                                                   |
| مورتال کامبت ۴                   | ۱۹۹۷   | آرکید                                                    | پی‌اِس‌وان، ان۶۴، ویندوز                          | چهارمین بازی اصلی و دنبالهٔ مورتال کامبت ۳. آخرین بازی که بر روی دستگاه‌های آرکید ظاهر شد. |
| مورتال کامبت گلد                 | ۱۹۹۹   | دریم‌کست                                                  | —                                              | نسخهٔ به‌روزرسانی شده مورتال کامبت ۴، که تنها برای کنسول ساخته شد. |
| مورتال کامبت: نیروهای ویژه       | ۲۰۰۰   | پی‌اِس‌وان                                                  | —                                              | Second of three spin-off games. An action-adventure spin-off starring Jax. Prequel to the first Mortal Kombat.                                                                                               |
| مورتال کامبت ادونس               | ۲۰۰۱   | جی‌بی‌ای                                                   | —                                              | نسخه‌ای سازگارشده برای آلتیمت مورتال کامبت ۳. |
| مورتال کامبت: اتحاد مرگبار       | ۲۰۰۲   | پی‌اس۲، ایکس‌باکس، جی‌سی‌ان                                  | جی‌بی‌ای                                         | پنجمین بازی اصلی و دنبالهٔ مورتال کامبت ۴. |
| مورتال کامبت: نسخه مسابقات       | ۲۰۰۳   | جی‌بی‌ای                                                   | —                                              | نسخهٔ به‌روزرسانی شده مورتال کامبت: اتحاد مرگبار. |
| مورتال کامبت: نیرنگ              | ۲۰۰۴   | پی‌اس۲، ایکس‌باکس، جی‌سی‌ان                                  | —                                              | ششمین بازی اصلی و دنبالهٔ اتحاد مرگبار. |
| مورتال کامبت: راهبان شائولین     | ۲۰۰۵   | پی‌اس۲، ایکس‌باکس                                          | —                                              | Third of three spin-off games. An action-adventure spin-off starring Liu Kang and Kung Lao, set in an alternate timeline between Mortal Kombat and Mortal Kombat II.                                         |
| مورتال کامبت: آرماگدون           | ۲۰۰۶   | پی‌اس۲، ایکس‌باکس                                          | وی (۲۰۰۷)                                      | Seventh main game. Sequel to Deception, and the final title of the original main series. |
| مورتال کامبت: رهاشده             | ۲۰۰۶   | پی‌اس‌پی                                                   | —                                              | A port of Deception. |
| آلتیمت مورتال کامبت              | ۲۰۰۷   | ان‌دی‌اس                                                   | —                                              | Another port of Ultimate Mortal Kombat ۳. |
| مورتال کامبت علیه دنیای دی‌سی     | ۲۰۰۸   | پی‌اس۳، ایکس‌باکس ۳۶۰                                      | —                                              | Eighth main game. A non-canonical crossover title set in an alternate timeline between Mortal Kombat II and Mortal Kombat ۳.                                                                                 |
| مورتال کامبت                     | ۲۰۱۱   | پی‌اس۳، ایکس‌باکس ۳۶۰                                      | پی‌اس ویتا (۲۰۱۲)، ویندوز (۲۰۱۳)                | Ninth main game. Reboot story combining plots from the original Mortal Kombat, Mortal Kombat II, and Mortal Kombat 3. Windows version released as Mortal Kombat: Komplete Edition containing all DLCs.       |
| مورتال کامبت آرکید کالکشن        | ۲۰۱۱   | پی‌اس۳، ایکس‌باکس ۳۶۰                                      | ویندوز (۲۰۱۲)                                  | Compilation of Mortal Kombat, Mortal Kombat II and Ultimate Mortal Kombat 3 ports. |
| مورتال کامبت اکس                 | ۲۰۱۵   | پی‌اس۴، ایکس‌باکس وان، ویندوز                              | اندروید، آی‌اواس                                | Tenth main game. Sequel to 2011's Mortal Kombat. An upgraded version containing all DLCs released as Mortal Kombat XL.                                                                                       |
| مورتال کامبت ۱۱                  | ۲۰۱۹   | پی‌اس۴، ایکس‌باکس وان، ویندوز                              | سوئیچ، پی‌اس۵ (۲۰۲۰)، اکس‌باکس سری اکس/اس (۲۰۲۰) | Eleventh main game. Sequel to Mortal Kombat X. An expansion titled Mortal Kombat 11: Aftermath was released in 2020. An enhanced version released as Mortal Kombat 11: Ultimate Edition containing all DLCs. |
| مورتال کامبت۱                    | ۲۰۲۳   | پلی استیشن۵،ایکس باکس سری اکس/اس،سوییچ،مایکروسافت ویندوز |                                                | دوازدهمین بازی اصلی و دنباله غیر مرتبط مورتال کامبت۱۱ |